# アインシュタイン・ヒルベルト作用
アインシュタイン・ヒルベルト作用（アインシュタイン・ヒルベルトさよう、英語: Einstein–Hilbert action）、あるいはヒルベルト作用は、一般相対性理論において、最小作用の原理を通してアインシュタイン方程式を導く作用である。
この作用は、1915年にダフィット・ヒルベルトにより最初に提案された。
(- + + +) 計量符号を用いると、作用の重力場の部分は
{\displaystyle S[g^{\mu \nu }]={\frac {1}{2\kappa }}\int R{\sqrt {-g}}\,\mathrm {d} ^{4}x}
で与えられる。
ここに {\displaystyle g=\det(g_{\mu \nu })} は計量テンソルの行列式、R はリッチスカラー曲率である。
比例係数 κ はアインシュタインの重力定数と呼ばれ、ニュートンの重力定数 G、真空の光速 c と κ=8πG/c4 で関係づけられる。積分は収束するならば、時空全体を渡ってとる。収束しないならば作用はもはやうまく定義することができないが、非常に大きな相対的にコンパクトな領域を渡る定義に置き換えると、アインシュタイン・ヒルベルト作用のオイラー＝ラグランジュ方程式として、アインシュタイン方程式を表すことができる。

## 議論
作用から方程式を導出することにはいくつかの有用性がある。何よりもまず、同じように作用を用いて定式化することができるマクスウェルの電磁気理論のような他の古典場の理論と一般相対性理論との統一が容易となる。また、作用からの方程式の導出の過程で、計量と結合する物質場がソースの自然な候補として特定される。さらに、作用の対称性と関係するネーターの定理により保存量を見つけることが容易となる。
一般相対論において、作用は通常は計量と物質場の汎函数であると考え、接続はレヴィ・チヴィタ接続により与えられる。一般相対論のカルタン定式化(Cartan formalism)（パラティーニの定式化(Palatini formulation)とも言う）は、計量と接続が独立であると考え、それぞれを独立に変化させることで、半整数のスピンをもつフェルミオンの場を取り込むことを可能としている。
物質が存在するときのアインシュタイン方程式は、アインシュタイン・ヒルベルト作用に物質場の作用を加えることにより得られる。

## アインシュタイン方程式の導出
理論の全作用を、アインシュタイン･ヒルベルト項に理論の中に現れる物質場を記述する項 {\displaystyle {\mathcal {L}}_{\mathrm {M} }} を加えることで与えられるとする。
{\displaystyle S=\int \left[{1 \over 2\kappa }\,R+{\mathcal {L}}_{\mathrm {M} }\right]{\sqrt {-g}}\,\mathrm {d} ^{4}x.}
すると、作用原理は計量の逆数に関してこの作用の変分がゼロであることを言っているので、
{\displaystyle {\begin{aligned}0&=\delta S\\&=\int \left[{1 \over 2\kappa }{\frac {\delta ({\sqrt {-g}}R)}{\delta g^{\mu \nu }}}+{\frac {\delta ({\sqrt {-g}}{\mathcal {L}}_{\mathrm {M} })}{\delta g^{\mu \nu }}}\right]\delta g^{\mu \nu }\mathrm {d} ^{4}x\\&=\int \left[{1 \over 2\kappa }\left({\frac {\delta R}{\delta g^{\mu \nu }}}+{\frac {R}{\sqrt {-g}}}{\frac {\delta {\sqrt {-g}}}{\delta g^{\mu \nu }}}\right)+{\frac {1}{\sqrt {-g}}}{\frac {\delta ({\sqrt {-g}}{\mathcal {L}}_{\mathrm {M} })}{\delta g^{\mu \nu }}}\right]\delta g^{\mu \nu }{\sqrt {-g}}\,\mathrm {d} ^{4}x.\end{aligned}}}
を得る。この方程式は任意の変分 {\displaystyle \delta g^{\mu \nu }} に対して成立するので、
{\displaystyle {\frac {\delta R}{\delta g^{\mu \nu }}}+{\frac {R}{\sqrt {-g}}}{\frac {\delta {\sqrt {-g}}}{\delta g^{\mu \nu }}}=-2\kappa {\frac {1}{\sqrt {-g}}}{\frac {\delta ({\sqrt {-g}}{\mathcal {L}}_{\mathrm {M} })}{\delta g^{\mu \nu }}},}
は計量の場の運動方程式である。この式の右辺は（定義により）ストレス･エネルギーテンソルに比例し、
{\displaystyle T_{\mu \nu }:={\frac {-2}{\sqrt {-g}}}{\frac {\delta ({\sqrt {-g}}{\mathcal {L}}_{\mathrm {M} })}{\delta g^{\mu \nu }}}=-2{\frac {\delta {\mathcal {L}}_{\mathrm {M} }}{\delta g^{\mu \nu }}}+g_{\mu \nu }{\mathcal {L}}_{\mathrm {M} }}
を意味する。式の左辺を計算するために、リッチスカラー R と計量の行列式の変分が必要である。これらの計算は下記に掲げた教科書にみられるような標準的な計算であり、Carroll 2004 には具体的な計算が記載されている。

### リーマンテンソル、リッチテンソル、リッチスカラーの変分
リッチスカラーの変分を計算するために、まず、リーマン曲率テンソルの変分を計算し、次いで、リッチテンソルの変分を計算する。リーマン曲率テンソルは次のように定義される。
{\displaystyle {R^{\rho }}_{\sigma \mu \nu }=\partial _{\mu }\Gamma _{\nu \sigma }^{\rho }-\partial _{\nu }\Gamma _{\mu \sigma }^{\rho }+\Gamma _{\mu \lambda }^{\rho }\Gamma _{\nu \sigma }^{\lambda }-\Gamma _{\nu \lambda }^{\rho }\Gamma _{\mu \sigma }^{\lambda }.}
リーマン曲率テンソルはレビ・チビタ接続 {\displaystyle \Gamma _{\mu \nu }^{\lambda }} とは独立であるので、リーマン曲率テンソルの変分は次のように計算できる。
{\displaystyle \delta {R^{\rho }}_{\sigma \mu \nu }=\partial _{\mu }\delta \Gamma _{\nu \sigma }^{\rho }-\partial _{\nu }\delta \Gamma _{\mu \sigma }^{\rho }+\delta \Gamma _{\mu \lambda }^{\rho }\Gamma _{\nu \sigma }^{\lambda }+\Gamma _{\mu \lambda }^{\rho }\delta \Gamma _{\nu \sigma }^{\lambda }-\delta \Gamma _{\nu \lambda }^{\rho }\Gamma _{\mu \sigma }^{\lambda }-\Gamma _{\nu \lambda }^{\rho }\delta \Gamma _{\mu \sigma }^{\lambda }.}
ここで、2つの接続の差異 {\displaystyle \delta \Gamma _{\nu \mu }^{\rho }} はテンソルであり、従って、この共変微分を次のように計算することができる。
{\displaystyle \nabla _{\lambda }(\delta \Gamma _{\nu \mu }^{\rho })=\partial _{\lambda }(\delta \Gamma _{\nu \mu }^{\rho })+\Gamma _{\sigma \lambda }^{\rho }\delta \Gamma _{\nu \mu }^{\sigma }-\Gamma _{\nu \lambda }^{\sigma }\delta \Gamma _{\sigma \mu }^{\rho }-\Gamma _{\mu \lambda }^{\sigma }\delta \Gamma _{\nu \sigma }^{\rho }.}
ここで上のリーマン曲率テンソルの変分の表現は、2つの項の差
{\displaystyle \delta R^{\rho }{}_{\sigma \mu \nu }=\nabla _{\mu }(\delta \Gamma _{\nu \sigma }^{\rho })-\nabla _{\nu }(\delta \Gamma _{\mu \sigma }^{\rho })}
に等しいということが分かる。
リーマン曲率テンソルの変分は単純にリーマンテンソルの変分の 2つのインデックスを簡約することで求めることができ、次のパラティーニ恒等式(Palatini identity)を得る。 
{\displaystyle \delta R_{\mu \nu }\equiv \delta R^{\rho }{}_{\mu \rho \nu }=\nabla _{\rho }(\delta \Gamma _{\nu \mu }^{\rho })-\nabla _{\nu }(\delta \Gamma _{\rho \mu }^{\rho }).}
リッチスカラーは、
{\displaystyle R=g^{\mu \nu }R_{\mu \nu }.\!}
として定義されるので、その逆計量 {\displaystyle g^{\mu \nu }} についての変分は
{\displaystyle {\begin{aligned}\delta R&=R_{\mu \nu }\delta g^{\mu \nu }+g^{\mu \nu }\delta R_{\mu \nu }\\&=R_{\mu \nu }\delta g^{\mu \nu }+\nabla _{\sigma }\left(g^{\mu \nu }\delta \Gamma _{\nu \mu }^{\sigma }-g^{\mu \sigma }\delta \Gamma _{\rho \mu }^{\rho }\right).\end{aligned}}}
により与えられる。二行目は、前に得たリッチ曲率の変分の結果と共変微分の計量との整合性 {\displaystyle \nabla _{\sigma }g^{\mu \nu }=0} を使った。
最後の項 {\displaystyle \nabla _{\sigma }(g^{\mu \nu }\delta \Gamma _{\nu \mu }^{\sigma }-g^{\mu \sigma }\delta \Gamma _{\rho \mu }^{\rho })} に {\displaystyle {\sqrt {-g}}} をかけると、全微分となる。なぜならば、
{\displaystyle {\sqrt {-g}}A_{;a}^{a}=({\sqrt {-g}}A^{a})_{,a}\;\mathrm {or} \;{\sqrt {-g}}\nabla _{\mu }A^{\mu }=\partial _{\mu }\left({\sqrt {-g}}A^{\mu }\right)}
であり、ストークスの定理により、積分するときには境界項でのみ積分すればよい。従って、計量 {\displaystyle \delta g^{\mu \nu }} の変分が無限遠点でゼロとなるとき、この項は作用の変分に寄与しない。さらに、
{\displaystyle {\frac {\delta R}{\delta g^{\mu \nu }}}=R_{\mu \nu }}
を得る。

### 行列式の変分
ヤコビの公式(Jacobi's formula)と呼ばれる行列式の微分規則は、次の式を導きだす。
{\displaystyle \,\!\delta g=\delta \det(g_{\mu \nu })=g\,g^{\mu \nu }\delta g_{\mu \nu }}
そうでない場合は、{\displaystyle g_{\mu \nu }\!} が対角的になるよう座標を変換して、その後に主対角上の要素の積を変分する規則を適用する。
このことを使うと、
{\displaystyle {\begin{aligned}\delta {\sqrt {-g}}&=-{\frac {1}{2{\sqrt {-g}}}}\delta g&={\frac {1}{2}}{\sqrt {-g}}(g^{\mu \nu }\delta g_{\mu \nu })&=-{\frac {1}{2}}{\sqrt {-g}}(g_{\mu \nu }\delta g^{\mu \nu })\,.\end{aligned}}}
が得られる。この最後の等式を示すことに、
{\displaystyle g_{\mu \nu }\delta g^{\mu \nu }=-g^{\mu \nu }\delta g_{\mu \nu }}
を使用した。この式は、逆行列の変分の規則である
{\displaystyle \delta g^{\mu \nu }=-g^{\mu \alpha }(\delta g_{\alpha \beta })g^{\beta \nu }\,.}
から得られる。
このようにして
{\displaystyle {\frac {1}{\sqrt {-g}}}{\frac {\delta {\sqrt {-g}}}{\delta g^{\mu \nu }}}=-{\frac {1}{2}}g_{\mu \nu }.}
を結論付けることができる。

### 運動方程式
さて、必要な式の変形は全て整ったので、これらを計量場の運動方程式へ代入すると、
{\displaystyle R_{\mu \nu }-{\frac {1}{2}}g_{\mu \nu }R=\kappa T_{\mu \nu }}
を得ることができる。この式はアインシュタインの場の方程式であり、
{\displaystyle \kappa ={\frac {8\pi G}{c^{4}}}}
を選ぶと、非相対論的極限ではニュートンの万有引力の法則であることが分かる。ここに G は重力定数である（詳細は対応原理を参照）。

## 宇宙定数
宇宙定数 Λ はラグランジアンであるので、新しい作用
{\displaystyle S=\int \left[{1 \over 2\kappa }\left(R-2\Lambda \right)+{\mathcal {L}}_{\mathrm {M} }\right]{\sqrt {-g}}\,\mathrm {d} ^{4}x}
が場の方程式
{\displaystyle R_{\mu \nu }-{\frac {1}{2}}g_{\mu \nu }R+\Lambda g_{\mu \nu }={\frac {8\pi G}{c^{4}}}T_{\mu \nu }}
となる。

## 参照項目
- ベリンファンテ・ローゼンフェルトのストレスエネルギーテンソル（英語版）(Belinfante–Rosenfeld tensor)
- ブランス・ディケの理論（英語版）(Brans–Dicke theory)（そこでは定数 k がスカラー場に置き換わる）
- アインシュタイン・カルタンの理論（英語版）(Einstein–Cartan theory)
- F(R)重力(f(R) gravity)（f(R)重力では、一般相対論のリッチスカラー（ R = |gij| ）を別のリッチ曲率の単純な函数へ置き換える重力理論）
- ギボンス・ホーキング・ヨークの境界項（英語版）(Gibbons–Hawking–York boundary term)
- カルタン定式化(Cartan formalism)
- テレパラレリズム（英語版）(Teleparallelism)
- 一般相対論における変分法（英語版）(Variational methods in general relativity)
- アインシュタイン・マックスウェル・ディラック方程式（英語版）(Einstein–Maxwell–Dirac equations)
- ヴェルメルの定理（英語版）(Vermeil's theorem)